# Partido judicial de Pastrana
El partido judicial de Pastrana era uno de los nueve partidos judiciales en los que se dividió la provincia de Guadalajara (España) hasta 1965. Tenía como cabeza la localidad de Pastrana y englobaba a municipios del suroeste de la provincia, que fueron incluidos en el partido judicial de Guadalajara tras la reestructuración de los partidos judiciales en 1965.

## Municipios
| - Albalate de Zorita - Albares - Almoguera - Almonacid de Zorita - Anguix - Aranzueque - Armuña de Tajuña - Driebes - Escariche - Escopete | - Fuentelencina - Fuentenovilla - Hontoba - Hueva - Illana - Loranca de Tajuña - Mazuecos - Mondéjar - Moratilla de los Meleros - La Pangía - Pastrana | - Peñalver - Pioz - Pozo de Almoguera - Renera - Romanones - Sayatón - Tendilla - Valdeconcha - Yebra - Zorita de los Canes |